# Liste des communes de Laâyoune-Sakia Al Hamra
 (mai 2025).
La mise en forme du texte ne suit pas les recommandations de Wikipédia : il faut le « wikifier ».
Les points d'amélioration suivants sont les cas les plus fréquents :
- Les titres sont pré-formatés par le logiciel. Ils ne sont ni en capitales, ni en gras.
- Le texte ne doit pas être écrit en capitales (les noms de famille non plus), ni en gras, ni en italique, ni en « petit »…
- Le gras n'est utilisé que pour surligner le titre de l'article dans l'introduction, une seule fois.
- L'italique est rarement utilisé : mots en langue étrangère, titres d'œuvres, noms de bateaux, etc.
- Les citations ne sont pas en italique mais en corps de texte normal. Elles sont entourées par des guillemets français : « et ».
- Les listes à puces sont à éviter, des paragraphes rédigés étant largement préférés. Les tableaux sont à réserver à la présentation de données structurées (résultats, etc.).
- Les appels de note de bas de page (petits chiffres en exposant, introduits par l'outil «  Source ») sont à placer entre la fin de phrase et le point final[comme ça].
- Les liens internes (vers d'autres articles de Wikipédia) sont à choisir avec parcimonie. Créez des liens vers des articles approfondissant le sujet. Les termes génériques sans rapport avec le sujet sont à éviter, ainsi que les répétitions de liens vers un même terme.
- Les liens externes sont à placer uniquement dans une section « Liens externes », à la fin de l'article. Ces liens sont à choisir avec parcimonie suivant les règles définies. Si un lien sert de source à l'article, son insertion dans le texte est à faire par les notes de bas de page.
- La présentation des références doit suivre les conventions bibliographiques. Il est recommandé d'utiliser les modèles {{Ouvrage}}, {{Chapitre}}, {{Article}}, {{Lien web}} et/ou {{Bibliographie}}. Le mode d'édition visuel peut mettre en forme automatiquement les références.
- Insérer une infobox (cadre d'informations à droite) n'est pas obligatoire pour parachever la mise en page.

Pour une aide détaillée, merci de consulter Aide:Wikification.
Si vous pensez que ces points ont été résolus, vous pouvez retirer ce bandeau et améliorer la mise en forme d'un autre article.
 (mai 2025).

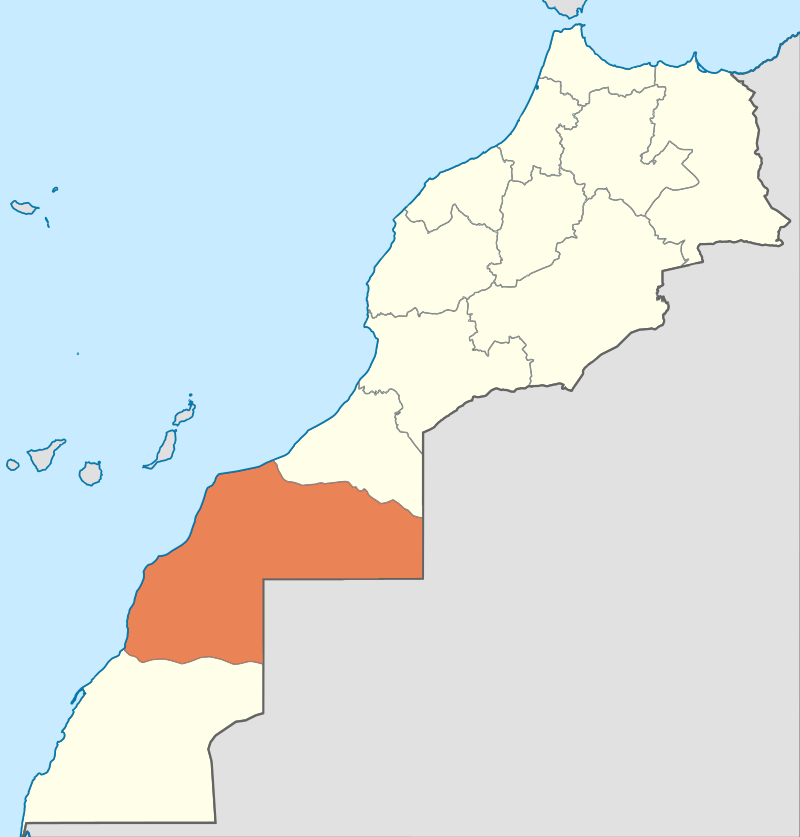
Région de Laâyoune-Sakia El Hamra

Cet article liste les 20 communes de la région de Laâyoune-Sakia El Hamra, au 1er Janvier 2025, dans le cadre de l'administration territoriale marocaine.

## Liste
| Commune              | Province  | Code Postal | Nombre d'habitants | Cercle             |
| -------------------- | --------- | ----------- | ------------------ | ------------------ |
| Laâyoune             | Laâyoune  | 70999       | 262 791            | -                  |
| El Marsa             | Laâyoune  | -           | 28 848             | -                  |
| Boukraa              | Laâyoune  | 70042       | 1 171              | Laâyoune           |
| Dcheira              | Laâyoune  | 70023       | 901                | Laâyoune           |
| Foum El-Oued         | Laâyoune  | 70022       | 1 844              | Laâyoune           |
| Boujdour             | Boujdour  | 71000       | 57 360             | -                  |
| Lamssid              | Boujdour  | 71005       | 305                | Jraifia            |
| Gueltat Zemmour      | Boujdour  | 71004       | 6 881              | Jraifia            |
| Jraifia              | Boujdour  | 71003       | 835                | Jraifia            |
| Tarfaya              | Tarfaya   | 70050       | 11 030             | -                  |
| Daoura               | Tarfaya   | 70072       | 902                | Daoura-El-Hagounia |
| El Hagounia          | Tarfaya   | 70054       | 561                | Daoura-El-Hagounia |
| Akhfennir            | Tarfaya   | 70073       | 2 841              | Tarfaya            |
| Tah                  | Tarfaya   | 70055       | 894                | Tarfaya            |
| Es-Semara            | Es-Semara | 72000       | 56 607             | -                  |
| Jdiriya*             | Es-Semara | 72012       | 1 792              | Es-Semara          |
| Sidi Ahmed Laaroussi | Es-Semara | 72013       | 438                | Es-Semara          |
| Amgala*              | Es-Semara | 72005       | 4 102              | Es-Semara          |
| Haouza*              | Es-Semara | 72006       | 5 197              | Es-Semara          |
| Tifariti*            | Es-Semara | 72014       | 5 728              | Es-Semara          |